# Salpingogaster conopida
Salpingogaster conopida är en tvåvingeart som först beskrevs av Philippi 1865.  Salpingogaster conopida ingår i släktet Salpingogaster och familjen blomflugor. Inga underarter finns listade i Catalogue of Life.